# Shadows in the Night
Shadows in the Night – album z 2015 r. nagrany przez Boba Dylana w 2014 roku w studiu Capitol w Hollywood. Wydany został przez wytwórnię Columbia Records. Album prezentuje kolekcję cover-ów utworów Franka Sinatry, standardów muzyki pop w autorskim wyborze Boba Dylana. Tak jak większość swoich nagrań z 21 wieku, Dylan sam wyprodukował album, podając na okładce pseudonim Jack Frost.

## Lista utworów
1. „I'm a Fool to Want You”
2. „The Night We Called It a Day”
3. „Stay with Me”
4. „Autumn Leaves”
5. „Why Try to Change Me Now”
6. „Some Enchanted Evening”
7. „Full Moon and Empty Arms”
8. „Where Are You?”
9. „What'll I Do”
10. „That Lucky Old Sun”